# 土佐田村氏
土佐田村氏（とさたむらし）は、土佐国田村庄の豪族で戦国大名長宗我部氏の家臣。鎌倉時代、陸奥田村庄（田村市、三春町）を藤原仲教が領して田村姓を名乗り、子孫は鎌倉幕府評定衆などになった。室町時代、幕府の奉公衆になり、近江国野路村（草津市）の地頭を経て、戦国時代に土佐田村庄に入る。時を経て長宗我部氏の家臣となり、江戸時代は山内氏に仕えて下茅（土佐清水市下ノ加江）大庄屋となったり、宿毛領にて武士になった。秀郷流となってはいるが、『尊卑分脈』には小野宮流の系譜に藤原仲祐の子、仲教と記載されており、本来は小野宮流藤原氏であったが秀郷流に養子に行ったことなどが推察できる。
藤原実頼―斉敏―懐平―資平―義綱―仲季―仲祐―田村仲教―仲能―重教

## 概要
鎌倉初期、源頼朝の東北征伐の功で大友能直が陸奥田村庄（福島県田村市・三春町）を領し、能直はその後九州の豊前、豊後２国の守護となり領地が増えたので、建久5年（1194年）、能直と同じく中原親能の養子となっており、大江広元の妹婿でもあった藤原仲教（ふじわらのなかのり）が田村庄の領地を譲り受け初代の田村姓を名乗った（『姓氏家系大辞典』）。その子である田村(藤原)仲能（なかよし）は鎌倉幕府評定衆になり、陸奥守、伊賀守、能登守を務め、建長4年（1252年）、宗孝親王が11歳の若さで鎌倉に下って征夷大将軍になると、その後見役を務めた。神奈川県鎌倉市扇ガ谷にある海蔵寺は仲能が建立したと、寺のパンフレットに書かれている。仲能の墓は源氏山にあり、葛原岡神社の前に墓碑が立っている。田村氏は鎌倉幕府とともに一度は滅んだが、その後同じ一族の室町幕府評定衆の摂津氏を頼って再興したようだ。室町時代は幕府の奉公衆、御番衆を務め、近江野路村（草津市）の地頭となった。摂津氏領であった土佐田村庄は1380年ころに守護の細川氏に占領されたが、永正4年（1507年）に細川政元が暗殺されると土佐の細川氏は京都に引き上げてしまった。摂津氏は、いつも行動を共にしていた田村氏を土佐田村庄に派遣して旧領の回復を図ったようだ。土佐に入った田村氏は時を経て長宗我部氏の家臣となり、田村忠重など一族の活躍が多くの郷土史料に記されている。江戸時代には山内氏に仕官し、下茅村（土佐清水市下ノ加江）の大庄屋となったり、宿毛領にて武士になったりした。現在、土佐清水市など幡多地方には多くの田村姓の人たちが暮らしている。土佐清水市下ノ加江に田村氏の祖先を祀った「田村神社」がある。（『田村氏はなぜ足摺岬に来たのか』エリート情報社を参照）
秀郷流田村氏　
藤原秀郷―千常―文修―文行―脩行―行景―景親―景頼―能成―仲教―仲能―重教